# La regina delle nevi (film 1957)
La regina delle nevi (in russo Снежная королева?, Snežnaja koroleva) è un film d'animazione del 1957 diretto da Lev Atamanov.
Pellicola  sovietica prodotta dallo studio Sojuzmul'tfil'm di Mosca, adattamento dell'omonima fiaba di Hans Christian Andersen; il film vinse il primo premio di categoria alla 18ª Mostra internazionale d'arte cinematografica di Venezia.

## Trama
Il piccolo gnomo Ole-Lukoje racconta la storia di Gerda e Kai, due bambini amici per la pelle che abitano su due mansarde confinanti. Una sera d'inverno, i bambini ascoltano dalla nonna di Gerda la leggenda della Regina delle nevi. Kai scherza, dicendo che se incontrasse la Regina la metterebbe sulla stufa per scioglierla. La Regina delle nevi, che stava osservando i bambini nel suo specchio magico, si arrabbia e rompe lo specchio con il suo scettro. Dopodiché lancia un incantesimo alle schegge di ghiaccio e manda una tempesta di neve sulla città dei due bambini. Due schegge dello specchio colpiscono un occhio di Kai e anche il suo cuore, rendendolo cattivo e insensibile nei confronti di Gerda.
Il giorno successivo, mentre i ragazzi giocano nella piazza della città, Kai lega la sua slitta a quella della Regina delle nevi, che lo conduce al suo palazzo. Quando arriva la primavera, Gerda decide di andare a cercare l'amico. La bambina sale su una barca e si lascia condurre dal fiume fino alla casa di una vecchia maga, nel cui giardino è sempre estate. Gerda viene incantata dalla donna, che le fa dimenticare ogni cosa, ma una notte vede due rose che le fanno ricordare di Kai e scappa dal giardino.
In seguito la fanciulla incontra un corvo, al quale racconta di Kai. Il corvo le dice che un principe simile a Kai è diventato amico di una principessa e che ora vive con lei nel suo palazzo. Gerda, con l'aiuto del corvo e della sua sposa che lavora a corte, riesce a introdursi di notte nel palazzo. La bambina dopo aver svegliato il principe scopre che non è Kai, ma lui e la principessa decidono di aiutarla dandole una carrozza d'oro e dei valletti.
Mentre la carrozza attraversa un bosco oscuro, una banda di briganti rapisce Gerda e spoglia la carrozza dei suoi rivestimenti d'oro. La figlia del capo dei briganti porta Gerda nel suo serraglio, in cui si trova tra vari animali anche una renna della Lapponia. La piccola ladra, toccata dalla storia di Gerda e dalla sua gentilezza, libera la bambina insieme alla renna, in modo che possano cercare Kai, e poi libera anche tutti gli altri animali.
Gerda e la renna arrivano in Lapponia, dove una donna racconta loro che la Regina delle nevi si era fermata lì con Kai, ma che poi aveva proseguito a nord verso la Finlandia. Poi la donna li indirizza a una sua amica finlandese. La renna chiede alla maga finlandese di aiutare Gerda, ma lei le risponde che non esiste forza più potente di un cuore fedele.
La renna non può portare Gerda al palazzo di ghiaccio, e la ragazza deve andare avanti da sola. Quando Gerda arriva finalmente al palazzo dopo aver affrontato una tempesta di neve, incontra Kai. Il ragazzo, che ormai non riconosce più l'amica a causa dell'incantesimo della Regina, ordina sgarbatamente a Gerda di andarsene, facendola piangere. Gerda lo abbraccia e le sue lacrime sciolgono la scheggia dello specchio nel suo cuore. Kai piange, facendo cadere la seconda scheggia dal suo occhio e rompendo l'incantesimo. Quando la Regina delle nevi ritorna al palazzo, Gerda la respinge e la Regina scompare insieme al suo palazzo. I bambini tornano a casa felici, incontrando lungo la strada tutti coloro che li hanno aiutati a riunirsi.

## Produzione
Per l'animazione del personaggio della Regina delle nevi venne impiegata la tecnica del rotoscopio, nota all'epoca in Russia come "eclair"; la stessa doppiatrice della Regina, Marija Babanova, prestò le sue movenze al personaggio. L'attrice truccata venne ripresa e la sua immagine fu trasferita fotogramma per fotogramma in disegni su celluloide. Anche la doppiatrice di Gerda, Janina Žejmo, prese parte al procedimento, ma solo per alcune sequenze. Per il personaggio di Ole-Lukoje non fu utilizzata alcuna tecnica ausiliaria; l'animatore Fëdor Chitruk si occupò personalmente delle sue animazioni. I due art director Leonid Švarcman e Aleksandr Vinokurov si occuparono rispettivamente del character design dei personaggi e della supervisione degli sfondi.

## Distribuzione

### Data di uscita
Le date di uscita internazionali sono state:
- 22 ottobre 1957 in Unione Sovietica
- 16 marzo 1958 in Finlandia (Lumikuningatar)
- 17 ottobre in Germania Est (Die Schneekönigin)
- 16 dicembre in Danimarca (Snedronningen)
- 17 dicembre in Italia[5]
- 25 dicembre in Argentina (La reina de las nieves)
- 20 novembre negli Stati Uniti (The Snow Queen)
- 15 dicembre 1973 in Svezia (Snödrottningen)
- 28 agosto 1993 in Giappone (雪の女王)

### Edizione italiana
Il primo doppiaggio italiano del film fu eseguito presso la S.I.D. con la partecipazione dell'A.R.S. e diretto da Anton Giulio Majano su dialoghi di Renato Cominetti.
Per la riedizione cinematografica del 1973 la Edis Telecine commissionò alla Cinefonico Dodi un nuovo doppiaggio, che fu diretto da Rosalba Oletta con la partecipazione della SINC Cinematografica. Questa edizione fu anche distribuita dalla Sampaolo Film in Super 8.
Un terzo doppiaggio, basato su una versione statunitense di 47 minuti, fu eseguito nel 1992 per conto della Avo Film Edizioni per la distribuzione in VHS. In questa edizione il nome della protagonista diventa Greta. Nello stesso anno venne realizzato un quarto doppiaggio pubblicato in VHS dalla Gruppo Logica 2000, basato sull'edizione cinematografica statunitense del 1959.
Un quinto doppiaggio venne eseguito nel 1999 per la serie TV americana Storie della mia infanzia (trasmessa in Italia dalla Rai), che includeva il film diviso in tre episodi. Tuttavia il film era presente nella serie con diversi tagli e rimontaggi e una differente colonna sonora (questa edizione dura infatti 50 minuti). Diversi sono anche i cambiamenti di sceneggiatura apportati a questa versione. Gerda, qui chiamata Gerta, per poter salvare Kai deve trovarlo prima dell'inizio dell'inverno. Viene inoltre fatto cenno a una delusione d'amore ricevuta dalla regina, che parrebbe essere la causa della sua malvagità. Il doppiaggio fu eseguito dalla D4 e diretto da Rino Bolognesi su dialoghi di Luigi Brunamonti.

### Edizioni home video
Il film è stato distribuito per la prima volta in VHS in Italia a inizio anni novanta dalla Cine Video International, con il primo doppiaggio cinematografico. Nel 1992 sono state distribuite le due VHS con le edizioni ridoppiate dalla Avo Film e Gruppo Logica 2000. L'ultimo doppiaggio è stato distribuito da Avo Film in VHS e DVD nel 2002.

## Influenza culturale
Il regista giapponese Hayao Miyazaki ha detto di aver cominciato a lavorare nel campo dell'animazione proprio dopo aver visto questo film; Miyazaki aveva avuto alcune difficoltà agli inizi della sua carriera e pareva sul punto di cambiare mestiere, ma la visione de La regina delle nevi lo convinse a continuare il suo lavoro negli anime.

## Riconoscimenti
- 1957 - Festival di Venezia
  - Leone d'oro nella categoria film d'animazione[10][11]
- 1958 - Festival di Cannes
  - Primo premio nella categoria film d'animazione[12]